# Ochthephilus repentinus
Ochthephilus es un género monotípico de plantas con flores pertenecientes a la familia Melastomataceae. Su única especie: Ochthephilus repentinus, es originaria de Guyana.

## Taxonomía
Ochthephilus repentinus fue descrita por John Julius Wurdack y publicado en Memoirs of The New York Botanical Garden 23: 197–199, f. 48. 1972.